# I Love Betty La Fea
I Love Betty La Fea (stylisé en i ♥ Betty La Fea) est une série dramatique philippine qui est depuis septembre 2008 à l'antenne sur l'ABS-CBN. Elle est basée sur la série colombienne Yo soy Betty, la fea de la RCN.

## Autres versions
- Yo soy Betty, la fea (RCN Televisión, 1999-2001)